# アル・マドリル
アルベルト・マドリル（Alberto Madril、1950年3月20日 - ）は、アメリカ合衆国の元プロレスラー。カリフォルニア州サン・バーナーディーノ出身のメキシコ系アメリカ人。生年は1952年ともされる。
1970年代から1980年代にかけて、ヒスパニック人口の多い地元のカリフォルニアやテキサスおよび太平洋岸北西部を主戦場に、ラテン系のベビーフェイスとして活躍した。

## 来歴
1970年、オレゴンやワシントンをサーキットエリアとするパシフィック・ノースウエスト・レスリング（PNW）にてデビュー。スペインのマドリード出身という設定のもと、レオ・マドリル（Leo Madril）のリングネームで活動し、PNWと提携していたカナダ・バンクーバーのNWAオールスター・レスリングにも進出。1974年1月にはフラッシュ・ゴードンことジョージ・ゴーディエンコと組んでカナディアン・タッグ王座を獲得、以降もジン・キニスキー&ガイ・ミッチェルなどのチームとタイトルを争った。
その後、本名のアル・マドリル（Al Madril）をリングネームに、1975年よりフリッツ・フォン・エリックの主宰するテキサス州ダラスのNWAビッグタイム・レスリング（後のWCCW）に参戦。ジョン・トロスを相手にテキサス・ヘビー級王座を巡る抗争を展開した。タッグではホセ・ロザリオとのメキシコ系コンビで活躍し、1975年8月には空位となっていたテキサス・タッグ王座を獲得、翌1976年にスタン・ハンセン&キラー・ブルックスに敗れるまで保持した。同年7月には全日本プロレスに初来日している。
1977年は西海岸のサンフランシスコ地区にてペッパー・ゴメスと組み、6月15日にボブ・ループ&アレックス・スミルノフからサンフランシスコ版のNWA世界タッグ王座を奪取。主戦場のダラス地区ではホセ・ロザリオとのタッグチームを継続させ、1978年2月にはキャプテンUSA&ブル・ラモスの巨漢コンビを破ってテキサス・タッグ王座に返り咲いた。
1978年4月、全日本プロレスに再来日。5月11日の大阪大会にて、当時ネルソン・ロイヤルが保持していたNWA世界ジュニアヘビー級王座に挑戦した。このときは敗退したものの、帰国後の7月25日にヒューストンにてロイヤルを下し、タイトル奪取に成功している。同年はサンアントニオ地区にて、タリー・ブランチャードを破りTV王座も獲得した。
1979年から1980年にかけてはロサンゼルスのNWAハリウッド・レスリングで活動し、1979年6月15日にレロイ・ブラウンからアメリカス・ヘビー級王座を奪取。タッグではチャボ・ゲレロやトム・プリチャードをパートナーに、アレン・コージ&ビクター・リベラ、オックス・ベーカー&ジ・エンフォーサーなどのチームを相手にアメリカス・タッグ王座を争った。
1981年はダラスに戻り、キラー・ブルックスを下してテキサス・ヘビー級王座への5回目の戴冠を果たす。翌1982年4月にはケリー・フォン・エリックと組み、バグジー・マグロー&ワイルド・ビル・アーウィンから東テキサス版のNWA世界タッグ王座を奪取、同タイトルの最後の王者チームとなった。1983年は久々にPNWに登場し、ダイナマイト・キッドとも対戦している。
1980年代中盤からはサンアントニオのサウスウエスト・チャンピオンシップ・レスリングに主戦場を移して、後継団体のテキサス・オールスター・レスリングでも活動。ヒールのポジションに転じて若手時代のショーン・マイケルズとも対戦し、1986年1月27日には怪奇派マグニフィセント・ズールとの異色コンビでマイケルズ&ポール・ダイヤモンドのアメリカン・フォースからTSWAテキサス・タッグ王座を奪取している。シングルでは、同年4月18日にオースチン・アイドルを破り、同団体認定のUSAヘビー級王座を獲得した。
1986年下期はヒールとしてダラスのWCCW（WCWA）に復帰し、12月1日にブライアン・アディアスと組んでディンゴ・ウォリアー&ランス・フォン・エリックからWCWA世界タッグ王座を奪取した。
1988年からは古巣のPNWに戻り、パシフィック・ノースウエストTV王座を度々獲得。タッグではリッキー・サンタナを相棒にラテン・コネクション（The Latin Connection）なるタッグチームを結成、1990年8月25日にスコット・ノートン&スティーブ・ドールを破り、パシフィック・ノースウエスト・タッグ王座を獲得した。これが最後のタイトル戴冠となったが、同王座はマドリルがデビュー後に初めて獲得したタイトルでもある（1973年7月2日、パートナーはブルーザー・ブロディ刺殺事件で知られるマニー・クルーズことホセ・ゴンザレス）。

## 得意技
- ザ・クルシフィックス（The Crucifix）
- フライング・クロス・ボディ
- ドロップキック
- アブドミナル・ストレッチ

## 獲得タイトル
ナショナル・レスリング・アライアンス
- NWA世界ジュニアヘビー級王座：1回[9]

パシフィック・ノースウエスト・レスリング
- NWAパシフィック・ノースウエストTV王座：1回[17]
- NWAパシフィック・ノースウエスト・タッグ王座：2回（w / マニー・クルーズ、リッキー・サンタナ）[18]

NWAオールスター・レスリング
- NWAカナディアン・タッグ王座（バンクーバー版）：2回（w / フラッシュ・ゴードン、ダン・クロファット）[3]

NWAビッグタイム・レスリング / WCCW / WCWA
- NWAテキサス・ヘビー級王座：5回[4]
- NWAテキサス・タッグ王座：3回（w / ホセ・ロザリオ）[5]
- NWAアメリカン・タッグ王座：2回（w / ブライアン・ブレアー、ケリー・フォン・エリック）[19]
- NWA世界タッグ王座（東テキサス版）：2回（w / ケリー・フォン・エリック）[13]
- WCCW TV王座：1回[20]
- WCWA世界タッグ王座：1回（w / ブライアン・アディアス）[16]

NWAサンフランシスコ
- NWA世界タッグ王座（サンフランシスコ版）：1回（w / ペッパー・ゴメス）[7]

NWAハリウッド・レスリング
- NWAアメリカス・ヘビー王座：1回[11]
- NWAアメリカス・タッグ王座：5回（チャボ・ゲレロ、マンド・ゲレロ、チーフ・ランニング・ヒル、トム・プリチャード×2）[12]
- NWA世界タッグ王座（ロサンゼルス版）：1回（w / ウォルター・ジョンソン）[21]

サウスウエスト・チャンピオンシップ・レスリング / テキサス・オールスター・レスリング
- SCW TV王座：1回[10]
- TASW USAヘビー級王座：1回[15]
- TSWA テキサス・タッグ王座：3回（w / チャボ・ゲレロ、マグニフィセント・ズール、マイク・ゴールデン）[14]